# Melikshah
Malik Shah, Malek Shah, Melik Shah, o Melikşah (Antiguo Anatolia turca: ملك شاه, persa: ملک شاه), también llamado Şehinşah (شاهنشاه, rey de reyes) fue el sultán del sultanato selyúcida de Rum entre los años 1110 y 1116.

## Reinado
Antes del ascenso de Melikshah, el trono había permanecido vacante durante tres años después de la muerte de Kilij Arslan I en 1107. Melikshah estuvo prisionero en Isfahán, hasta 1110, cuando regresó a Anatolia para asumir el trono. Poco antes de su muerte, fue derrotado en la batalla de Filomelio. Melikshah luego firmó un tratado con el emperador bizantino Alejo Comneno por el cual aceptaba las conquistas que los bizantinos habían hecho en sus tierras en Anatolia, pero el tratado fue anulado después que Melikshah fuera depuesto, cegado y, finalmente, asesinado por su hermano  Mesud I, quien le sucedió como sultán.
Melikshah fue descrito por Ana Comneno como un tonto que a menudo ignoraba las estrategias de sus generales más experimentados, hasta el punto  de burlarse y criticarlos.
Melikshah, el sultán selyúcida de Rum no debe confundirse con su homónimo más conocido y primo lejano, Malik Shah I del Gran Imperio selyúcida.
| Predecesor: Kilij Arslan I | Sultán de Rum 1110-1116 | Sucesor: Mesud I |

- Datos: Q1378373